# Даниил (Датуашвили)
Митрополи́т Дании́л (груз. მიტროპოლიტი დანიელი, в миру Дави́д Григо́рьевич Датуашви́ли, груз. დავით გრიგოლის ძე დათუაშვილი; род. 29 мая 1955, Тбилиси, Грузинская ССР) — епископ Грузинской православной церкви, митрополит Чиатурский и Сачхерский. В 1992—2010 — управляющий Сухумо-Абхазской епархией.

## Биография
4 июня 1983 года был рукоположён в сан диакона. 28 августа 1985 года был рукоположён в священника.
В 31 октября 1991 года пострижен в монашество с именем Даниил в честь пророка Даниила.
22 мая 1992 года хиротонисан во епископа Бодбийского.

### Во главе Сухумской и Абхазской епархии
С 17 октября 1992 года — епископ Сухумский и Абхазский Грузинской православной церкви.
14 октября 1993 году возведён в сан архиепископа.
В 1997—2002 годах — председатель Отдела миссии и евангелизации Грузинской Патриархии.
С 1995 по 1998 года временно управлял Зугдидской и Цаишской епархией.
28 ноября 2000 году был возведён в сан митрополита.
В своём первом за 12 лет послании пастве Цхум-Абхазской епархии на Пасху 2004 года он писал: «Воссоединение Абхазии с Грузией — это единственный установленный Богом путь к развитию Абхазии и спасению абхазов».

### Во главе Чиатурской и Сачхерской епархии
С 2002 года, продолжая носить титул митрополита Сухумского и Абхазского, управлял Чиатурской и Сачхерской епархией.
21 декабря 2010 года официально освобождён от управления Абхазской епархией, переданной под управление патриарха-католикоса Илии II, и назначен митрополитом Чиатурским и Сачхерским.